# 2017 год в киберспорте

## Турниры
Ниже приведён список международных турниров, прошедших в 2017 году, ход и результаты которых удостоились освещения со стороны профессиональных сайтов и изданий.

### Counter-Strike: Global Offensive
- 22—29 января — ELEAGUE Major 2017 (Атланта, США). Чемпионы  —  Astralis.
- 16—23 июля — PGL 2017 Krakow Major Championship (Краков, Польша). Чемпионы  —  Gambit Esports.

### Dota 2
- 7—12 августа — Valve: The International 2017 (Сиэтл, Соединённые Штаты Америки). Чемпионы —  Team Liquid.

### League of Legends
- Межконтинентальная лига 2017

### StarCraft II
- Blizzard Entertainment: 2017